# Verna Lindberg
Verna Lindberg, född Larsson 11 januari 1905 i Kungsholms församling, Stockholm, död 21 augusti 1994 i Högalids församling, Stockholm, var en svensk översättare och lärare.
Hon var dotter till borgarrådet Yngve Larsson och Elin Bonnier och gifte sig 1928 med historikern och författaren Folke Lindberg (1903-1988). Mellan 1932 och 1986 översatte hon runt 50 böcker, huvudsakligen barn- och ungdomsböcker. Som författare utgav hon endast en bok, Nordiska gudasagor: berättade för barn (Bonnier, 1943).

## Egen utgivning
- Lindberg, Verna (1943). Nordiska gudasagor: berättade för barn. Bonniers barnbibliotek, 99-0129170-4 ; 72. Stockholm: Bonnier. Libris 1393546

## Översättningar (urval)
- Peter Mattheus: Fyra pojkar klara skivan (ill. Olle Nyman) (Bonnier, 1932)
- Jo van Ammers-Küller: Eva och äpplet (Bonnier, 1932)
- Erich Kästner: Den 35 maj (Bonnier, 1933)
- Elsa Margot Hinzelmann: Ma-Re-Li (Bonnier, 1934)
- Sepp Bauer: Skogens rackarunge (Bonnier, 1934)
- Arthur Mason: När träsket flyttade och andra sagor (Bonnier, 1935)
- Marie Barringer: Mårten gåspojke (Bonnier, 1935)
- Margaret Baumann: Europa runt med Peter (Bonnier, 1936)
- Marion Gilbert: Skaftmakare: en berättelse från stenåldern (Bonnier, 1937)
- Daisy, prinsessa av Pless (eller Mary Theresa Olivia Pless): Vad jag lämnat osagt (Bonnier, 1937)
- Nora Burglon: Tomten på Myrtorpet (Bonnier, 1938)
- Mabel Louise Robinson: Vildfågel (Bonnier, 1939)
- Joe Lederer: Cheng hos banditerna (Bonnier, 1939)
- Averil Demuth: Isjättens stjärna (Bonniers 1940)
- Helen Girvan: Mimis mystiska hyresgäst (Bonnier, 1941)
- Karin Michaëlis: Lotta Glader (Bonnier, 1942)
- Evi Bøgenæs: Kitt är inte som andra (Bonnier, 1943)
- Margrethe Skovsted: Birgit på kontor (Bonnier, 1944)
- Hugh Lofting: Berättelsen om doktor Dolittle (Bonnier, 1949)
- Malcolm Saville: Spejarna och flygplansmysteriet (Bonnier, 1957)
- Margret Rettich: Jan och Julia har födelsedagskalas (Bonnier, 1977)
- Else Breen: Man kan aldrig veta (Bonnier, 1978)
- Mollie Hunter: Det tredje ögat (Bonniers juniorförlag, 1981)
- Lucy Maud Montgomery: Anne på Ingleside (LiberFörlag, 1985)
- Hugh Lofting: Doktor Dolittles cirkus (Bonniers juniorförlag, 1986)